# Río Chocón (vattendrag i Guatemala)
Río Chocón är ett vattendrag i Guatemala.   Det ligger i departementet Departamento de Izabal, i den östra delen av landet, 200 km nordost om huvudstaden Guatemala City.